# ディーン・ハイセン
- ディーン・ハイセン
- ディーン・フイゼン
- ディーン・ハウセン

ディーン・ハウセン（Dean Huijsen、2005年4月14日 - ）は、オランダ・アムステルダム出身のサッカー選手。ラ・リーガ・レアル・マドリード所属。スペイン代表。ポジションはDF（CB）。
サッカーキングによると、スペインメディアのインタビューで「ハウセン」という呼び方が1番しっくりくると発言し、スペインでは呼び方をハウセンで統一されている。

## クラブ経歴
アムステルダムで生まれたが、自身が5歳の時にスペインのアンダルシア州にあるマルベーリャへ家族揃って移住した。2015年にマラガCFのカンテラへ入団すると、2021年に退団する時には欧州各国のクラブから関心を惹く選手となった。果たして、ユヴェントスFCの下部組織へ移籍すること決め、2023年1月には同クラブのリザーブチームにあたるユヴェントス Next Genへと昇格した。
2024年1月6日、ASローマへの半年間のレンタル移籍が発表された。1月7日、アタランタBC戦に途中出場し移籍後初出場を果たした。2月5日、カリアリ・カルチョ戦でセリエA初ゴールを挙げた。
2024年7月30日、AFCボーンマスに完全移籍した。契約期間は2030年6月30日までの6年間。移籍金はボーナスを含めて1800万ユーロ。加入後すぐにレギュラーとして抜擢されると、クラブ史上リーグ戦最高成績（プレミアリーグ9位）とボーンマスのプレミアリーグにおける最少失点（46失点）に貢献。インターセプト数、ボールキャリー数、ロングパス数でも欧州5大リーグの21歳以下の選手中トップの数字を記録し、2024-25シーズンのプレミアリーグでのトッテナム・ホットスパー戦、マンチェスター・ユナイテッド戦、アーセナル戦でも得点を挙げていたハイセンはチームメイトが選ぶクラブの年間最優秀選手に選出された。
2025年5月17日、レアル・マドリードに移籍することが発表された。契約期間は2030年6月30日までの5年間。

## 代表経歴
2022年にはU-17オランダ代表の一員としてUEFA U-17欧州選手権2022に出場し、準優勝を経験した。
2025年3月20日、オランダとのUEFAネーションズリーグの試合でスペイン代表デビューを果たした。

## 人物
実父はアヤックス・アカデミー出身のプロサッカー選手として、1990年代にオランダ国内で活躍したドニー・ハイセンである。

## 個人成績
2025年5月30日現在
| クラブ                | シーズン       | リーグ戦        | リーグ戦 | リーグ戦 | 国内カップ戦 | 国内カップ戦 | 国際大会 | 国際大会 | その他 | その他 | 通算 | 通算 |
| クラブ                | シーズン       | ディビジョン    | 出場     | 得点     | 出場         | 得点         | 出場     | 得点     | 出場   | 得点   | 出場 | 得点 |
| --------------------- | -------------- | --------------- | -------- | -------- | ------------ | ------------ | -------- | -------- | ------ | ------ | ---- | ---- |
| ユヴェントス U-19     | 2022-23        | プリマヴェーラ1 | 15       | 4        | —            | —            | 6        | 3        | —      | —      | 21   | 7    |
| ユヴェントス Next Gen | 2022-23        | セリエC         | 16       | 1        | 3            | 2            | —        | —        | —      | —      | 19   | 3    |
| ユヴェントス Next Gen | 2023-24        | セリエC         | 11       | 0        | —            | —            | —        | —        | —      | —      | 11   | 0    |
| ユヴェントス          | 2023-24        | セリエA         | 1        | 0        | 0            | 0            | —        | —        | —      | —      | 1    | 0    |
| ローマ                | 2023-24        | セリエA         | 13       | 2        | 1            | 0            | —        | —        | —      | —      | 14   | 2    |
| ボーンマス            | 2024-25        | プレミアリーグ  | 32       | 3        | 3            | 0            | —        | —        | 1      | 0      | 36   | 3    |
| キャリア総通算        | キャリア総通算 | キャリア総通算  | 88       | 10       | 7            | 2            | 6        | 3        | 1      | 0      | 102  | 15   |

1. ↑  UEFAユースリーグ
2. ↑  EFLカップ

## タイトル
個人
- 選手選出ボーンマスシーズン最優秀選手 : 2024-25[10]